# 阿普里切纳
阿普里切纳{（義大利語：Apricena），是意大利福贾省的一个市镇。总面积171.52平方公里，人口13673人，人口密度79.7人/平方公里（2009年）。ISTAT代码为071004。